# TGV POS
,,,
Le TGV POS (POS pour Paris - Ostfrankreich - Süddeutschland, en français : Paris - Est de la France - Allemagne du Sud) est un TGV tricourant conçu et produit par Alstom pour la Société nationale des chemins de fer français (SNCF) dans les années 2000, à l'occasion de l'ouverture de la LGV Est européenne, afin d'assurer des dessertes au-delà de Strasbourg vers l'Allemagne et la Suisse où l'alimentation électrique est en 15 kV – 16,7 Hz.
Au changement de service annuel 2012 de la SNCF, la totalité du parc a été cédée à Lyria, filiale commune de la SNCF et des Chemins de fer fédéraux suisses (CFF). En décembre 2019, ce parc est retransféré à la SNCF qui assure désormais des liaisons intérieures TGV inOui, sur les LGV Nord et Est européenne.

## Description
Contrairement aux premières lignes à grande vitesse, mais comme pour la LGV Méditerranée, la SNCF n'a pas mis en service des rames entièrement neuves. En effet, les 19 TGV POS sont en fait l'assemblage de :
- 38 motrices neuves tricourant (construites en 2004 pour les deux premières, puis de 2006 à 2007) aptes à rouler en Allemagne et en Suisse ;
- 19 ensembles de remorques existantes type TGV Réseau (construites entre 1992 et 1996, mais rénovées selon le design de Christian Lacroix), avec installation d'une paire de patins électromagnétiques (pour le freinage d'urgence en Allemagne) sur chacun des bogies extrêmes des voitures d'extrémité R1 et R8.

Les motrices sont construites sur la base d'un chaudron identique à celui des TGV Duplex et PBKA.
Outre le fait qu'elles soient tricourant (ou tritension), elles sont également équipées de technologies nouvelles :
- chaîne de traction de type asynchrone ;
- signalisation multiple : KVB et TVM (France), PZB et LZB (Allemagne), ZUB (Suisse) et ERTMS niveau 2 ;
- les transformateurs sont fabriqués par Areva T&D au Petit-Quevilly. Les transformateurs des cinq premières rames, deux dans chaque rame, ont été fabriqués sur le site, aujourd'hui fermé, de Saint-Ouen en Seine-Saint-Denis ;
- une paire de patins électromagnétiques est installée sur le deuxième bogie de chaque motrice.

Les 38 motrices ont été commandées dans le cadre d'un marché entre la SNCF et Alstom, incluant aussi 19 sections de voitures Duplex, progressivement attelées aux motrices Réseau libérées, pour former des rames Réseau Duplex.
Ces motrices ne sont pas les premières à pouvoir circuler en Allemagne ou en Suisse dont leurs réseaux ferroviaires sont électrifiés 15 kV 16,7 Hz, mais ce sont les premières à développer la puissance nécessaire à la grande vitesse sous cette tension : plus de 6 800 kW contre 5 160 kW pour les PBKA et seulement 2 800 kW pour les motrices des anciennes rames TGV Sud-Est tricourant qui n'avaient pas besoin de dépasser les 100 km/h entre Vallorbe et Lausanne (ces motrices furent modifiées afin d'être aptes à circuler à 160 km/h sur la ligne Mattstetten – Rothrist afin d'assurer les liaisons Berne - Zürich ; les transformateurs subirent des modifications afin d'augmenter la vitesse maximale sous tension de 15 kV 16,7 Hz).
Le 11 mai 2007, l'Établissement public de sécurité ferroviaire (EPSF) délivre l’autorisation de mise en exploitation commerciale des rames TGV POS en France.

## Historique

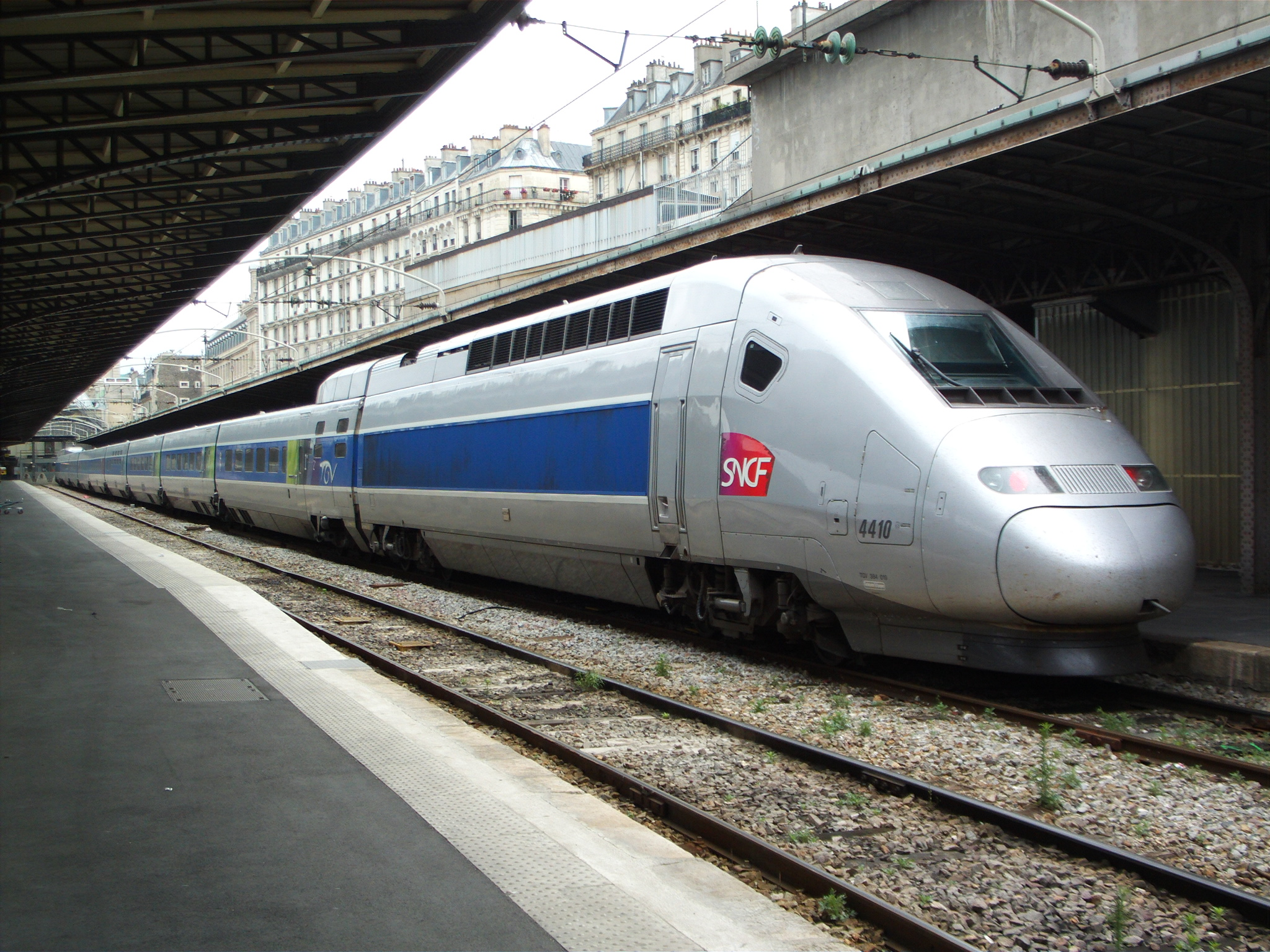
Rame POS no 4410 en gare de Paris-Est.

Les rames POS ont été conçues à l'origine pour la desserte des liaisons internationales au départ de Paris-Est en direction du sud de l'Allemagne et de la Suisse, via la LGV Est Européenne et Strasbourg.
C'est à ces dessertes prévues qu'elles doivent leur nom.
Elles ont aussi assuré des liaisons domestiques en creux de roulement en pool avec les rames Réseau bicourant.
Le parc de 19 rames est alors partagé entre deux exploitants, SNCF pour 18 rames, CFF pour la dernière (la 4406).
Durant le cours de l'année 2011, il a été décidé par les deux compagnies d'offrir une plus grande autonomie de gestion à leur filiale commune, Lyria. Dans ce but est notamment prévue la cession du parc afin de rendre Lyria propriétaire des rames (à l'image de Thalys avec les PBA et PBKA et Eurostar avec les rames Transmanche) et de ce fait beaucoup moins dépendant de la location de rames à SNCF Voyages.
La cession est ainsi devenue effective au changement de service annuel SNCF 2012. À cette occasion, une rénovation est prévue, avec réaménagement intérieur et nouvelle livrée réalisée par pelliculage que quelques rames arborent déjà.
Lyria a souhaité transférer le départ de toutes ses dessertes à Paris-Gare de Lyon, abandonnant par là-même le départ depuis Paris-Est.
Dans un souci de commodité vis-à-vis de cette nouvelle gare de départ, et afin d'éviter des transferts parasites de rames via la LGV d'interconnexion, la gérance et l'entretien des rames a été transféré du Technicentre de Paris-Ourcq au Technicentre Sud-Est Européen de Conflans.
Fin 2019, Lyria débutait un renouvellement de son matériel roulant. Ainsi, les rames POS ont été remplacées par des rames Euroduplex 3UA (4716 à 4730) spécialement pelliculées.

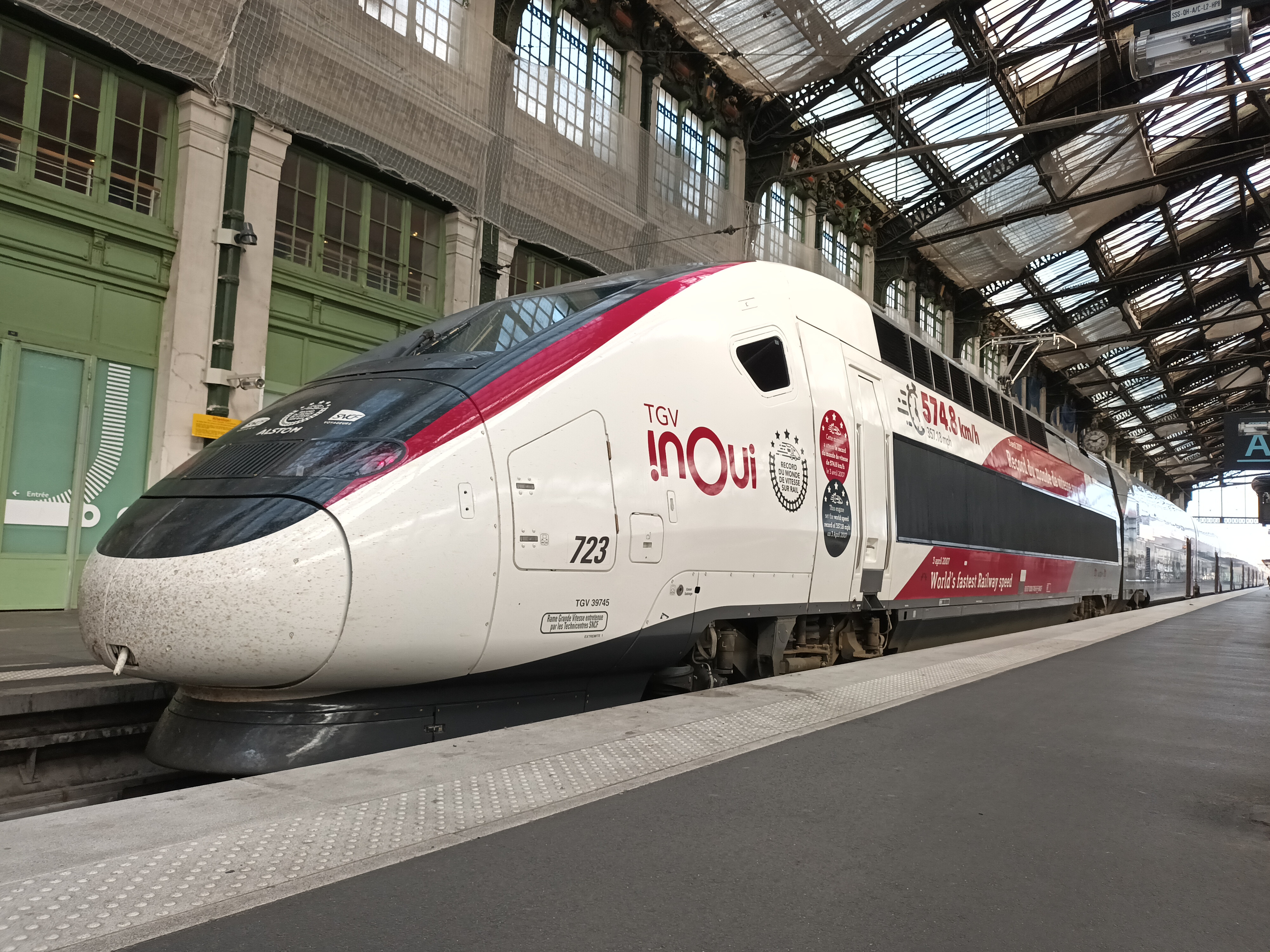
TGV POS-Duplex 723 à Paris-Gare-de-Lyon.

En 2022, la direction du matériel de la SNCF annonce le remaniement des rames TGV POS et Réseau Duplex. Avec l'opération mi-vie des motrices TGV POS et des remorques des TGV Réseau Duplex, la SNCF crée un nouveau type de matériel TGV, baptisé TGV « POS-Duplex », puisqu'il s'agit de motrices POS encadrant des tronçons Duplex rénovés (ex-Réseau Duplex). Sur les 19 rames TGV POS-Duplex, 13 rames seront affectées au service TGV inOui, tandis que les 6 autres rames seront des Ouigo Tango (signifiant « Transformation de l’Aménagement Nouvelle Génération Ouigo ») ; ces dernières doivent être présentées en 2025. Les TGV POS-Duplex seront tous affectés au Technicentre de Lyon-Gerland.
La rame TGV POS 4402 (ayant battu le record du monde de vitesse sur rail, le 3 avril 2007, à la vitesse de 574,8 km/h) devient la rame TGV POS-Duplex 723. Les motrices ont reçu une livrée spéciale rappelant ce record, avec les couleurs de TGV inOui. Les remorques d'extrémité de la rame Réseau Duplex 618 ont quant à elles intégré la rame TGV POS-Duplex 726.

## Service

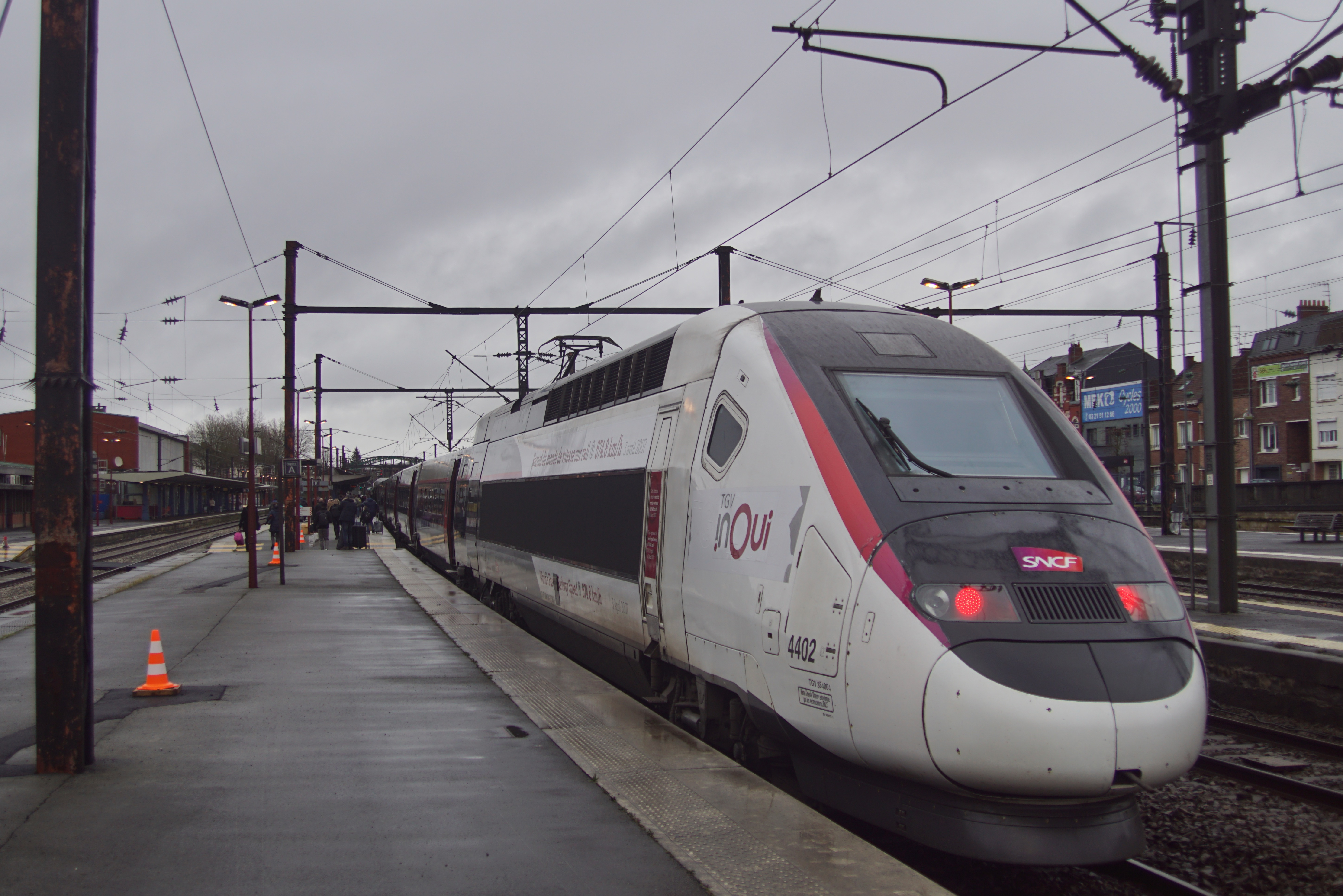
La rame 4402 en gare d'Arras, en janvier 2020.

### 2007 - 2011
Lors de leur mise en exploitation commerciale, les rames (toutes rattachées à l'axe Est) assuraient les services suivants :
- Paris-Est – Forbach – Francfort-sur-le-Main ;
- Paris-Est – Strasbourg – Stuttgart ;
- Paris-Est – Strasbourg – Stuttgart – Munich ;
- Paris-Est – Strasbourg – Mulhouse ;
- Paris-Est – Strasbourg – Mulhouse - Bâle – Zurich;
- Paris-Est – Nancy – Épinal – Remiremont ;
- Paris-Est – Nancy – Saint-Dié.

### 2011 - 2019
Les 19 unités sont progressivement rattachées à l'axe Sud-Est entre 2011 et 2012. Leur remplacement entre Paris-Est et l'Allemagne est assuré par les TGV 2N2 3UA (Euroduplex), tandis que l'ouverture de la LGV Rhin-Rhône en 2011 (via Besançon Franche-Comté TGV) implique un transfert de la liaison Paris – Zurich à Paris-Gare-de-Lyon. En 2011 et 2012, ces unités ont réalisé des liaisons Paris-Gare-de-Lyon – Mulhouse.
Par ailleurs, à partir du 10 décembre 2012 et leur cession à Lyria, ces 19 unités circulent en totalité pour cet opérateur. Sur les liaisons entre Paris et Berne, ainsi qu'entre Paris et Lausanne, elles permettent de remplacer les neuf TGV Sud-Est tricourant.

#### Lyria
- Paris-Gare-de-Lyon – Dijon – Bâle – Zurich (en partage avec des TGV Euroduplex loués à Voyages SNCF)
- Paris-Gare-de-Lyon – Genève (via la ligne du Haut-Bugey et Bellegarde), (en partage avec des TGV Duplex et Sud-Est bicourant)
- Paris-Gare-de-Lyon – Neuchâtel – Berne (– Interlaken), jusqu'en 2014
- Paris-Gare-de-Lyon – Dijon – Bâle – Berne – Interlaken (entre 2014 et 2019)
- Paris-Gare-de-Lyon – Dijon – Lausanne (– Brigue)
- Genève – Lyon – Marseille – Nice
- Genève – Lyon – Nîmes – Montpellier
- Genève – Lille

### À partir de 2019
À partir du 15 décembre 2019, 13 unités ont été transférées sur la LGV Nord (en remplacement de TGV Sud-Est bicourant) et 6 unités sur la LGV Est européenne (où elles avaient commencé leur carrière à partir de 2007 en soutien des TGV Réseau).
- Paris-Nord – Lille (Lille-Flandres ou Lille-Europe)
- Paris-Nord – Arras – Dunkerque
- Paris-Nord – Arras – Boulogne-Ville
- Paris-Nord – Arras – Douai – Valenciennes
- Lille – Bordeaux / Rennes / Nantes / Marseille / Montpellier (Saint-Roch ou Sud-de-France)

- Paris-Est – Reims – Charleville-Mézières – Sedan
- Paris-Est – Nancy
- Paris-Est – Strasbourg
- Strasbourg – Rennes / Nantes[9] / Bordeaux

## Parc

### Rames particulières

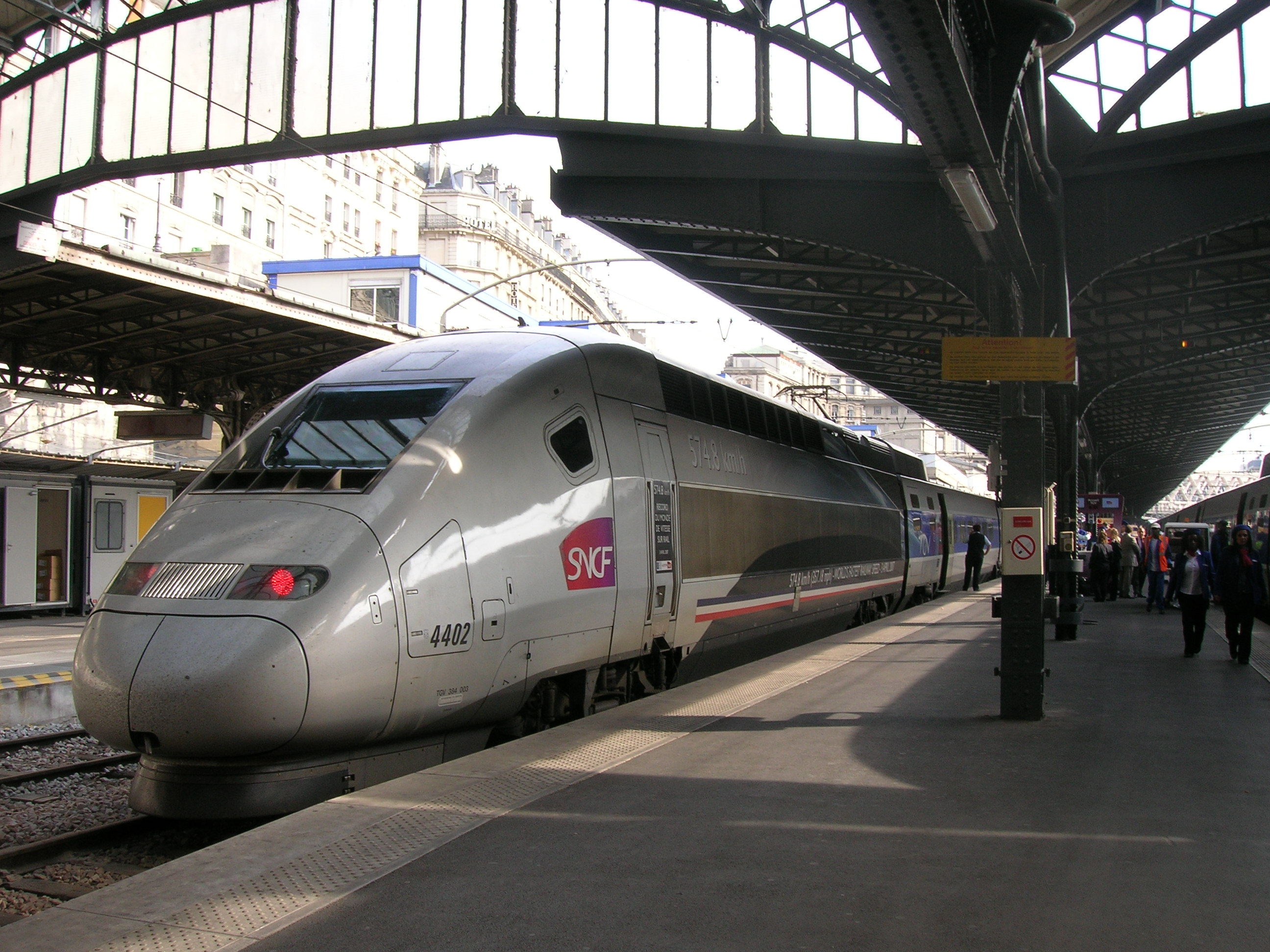
La rame 4402 en service commercial, arborant son ancienne livrée, en gare de Paris-Est en juin 2007.

- Rame 4401 : rame de présérie. Les huit remorques, provenant de la rame Réseau 515, pas encore rénovées « Lacroix », ont été couplées pour les essais aux deux motrices 384001 et 384002. Dès janvier 2007, la rame 4401 est composée des motrices de la 4401 associées aux remorques de série de la 4402. Les remorques de la rame 4401 (ex-516) sont alors en cours de rénovation. Les motrices de la rame 4401 possédaient à leur sortie d'usine une livrée différente des autres rames, la délimitation des couleurs bleue et grise de leur nez ressemblant à celle d'un TGV Duplex. Cette rame a par la suite retrouvé l'aspect des rames de série par pelliculage du nez.

- Rame 4402 : après la mise en rame pour des essais, les motrices 384003 et 384004 ont été découplées, pour former une rame spéciale fin 2006, en vue de réaliser un nouveau record de vitesse sur rail. Le projet V150, pour 150 m/s (soit 540 km/h), a été réalisé au printemps 2007. Les motrices ont été modifiées, avec des roues de diamètre plus important, et un rapport d'engrenages modifié. Les deux motrices TGV POS 4402 encadrent une section Duplex raccourcie à trois voitures (composition : R1 et R8 de la rame Réseau-Duplex 618, et R4 spécifique conçue par Alstom[14]), montées sur quatre bogies dont les deux intermédiaires sont dotés d'une motorisation de type AGV. Trois transformateurs sont embarqués dans la rame : deux de chez Areva T&D, situés chacun dans les motrices, et un de chez ABB, situé sous la voiture-bar (R4). La rame a été entièrement recouverte d'un pelliculage spécifiquement créé pour l'occasion. En février 2007, les 553 km/h sont atteints sur la LGV Est européenne. Ce record a été obtenu officieusement pendant la période de test de la rame. La marche officielle pour le record, validée par huissier le 3 avril 2007, a atteint les 574,8 km/h. Depuis, les motrices ont été réaccouplées à leurs voitures d'origine, mais ont conservé leur pelliculage aux couleurs du record, également rappelé sur l'extrémité des voitures R1 et R8 (pour faire la transition avec la livrée Lacroix). Avec le passage à la livrée Carmillon Lyria, les motrices ont conservé les mentions du record sans le pelliculage évènementiel de 2007[15]. La rame 4402 a récemment été transformée en rames 723 (motrices) et 555 (remorques).

- Rame 4403 : « Train d'essai LGV Est européenne » (première phase)[16].

- Rame 4404 : cette rame a été utilisée lors de l'opération V150 pour assurer l'ultime vérification de la voie (à 380 km/h) avant chaque marche à très haute vitesse. Ses motrices ont reçu des roues de plus grand diamètre, afin d'avoir les attelages au même niveau que celui de la 4402 pour pouvoir la remorquer hors des périodes d'essais.

- Rame 4406 : avant la cession du parc en décembre 2012 à Lyria, cette rame appartenait aux Chemins de fer fédéraux suisses (CFF).

## Galerie de photographies

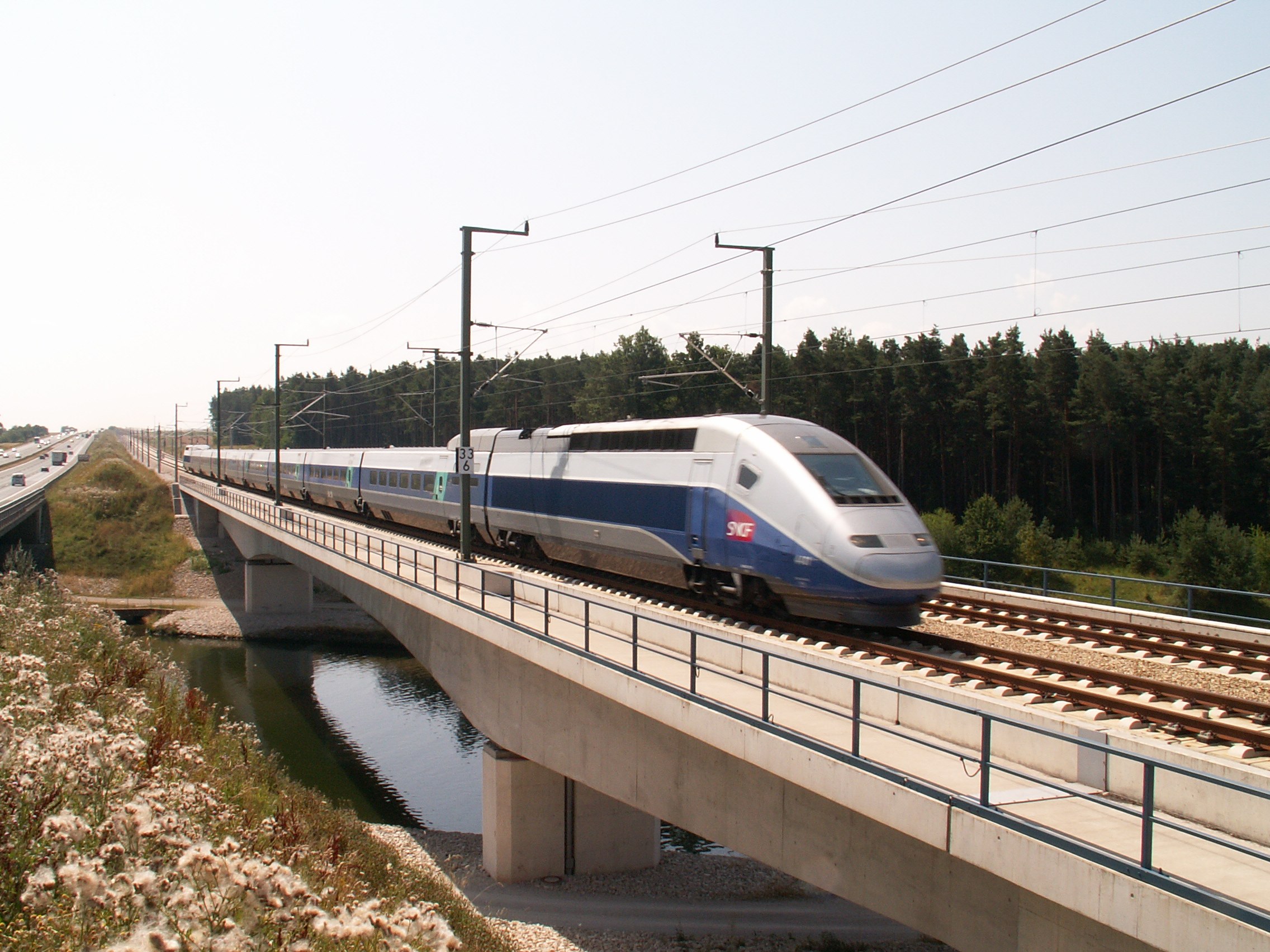
La rame 4401 lors de ses essais sur la LGV Nuremberg - Ingolstadt, en juillet 2006.
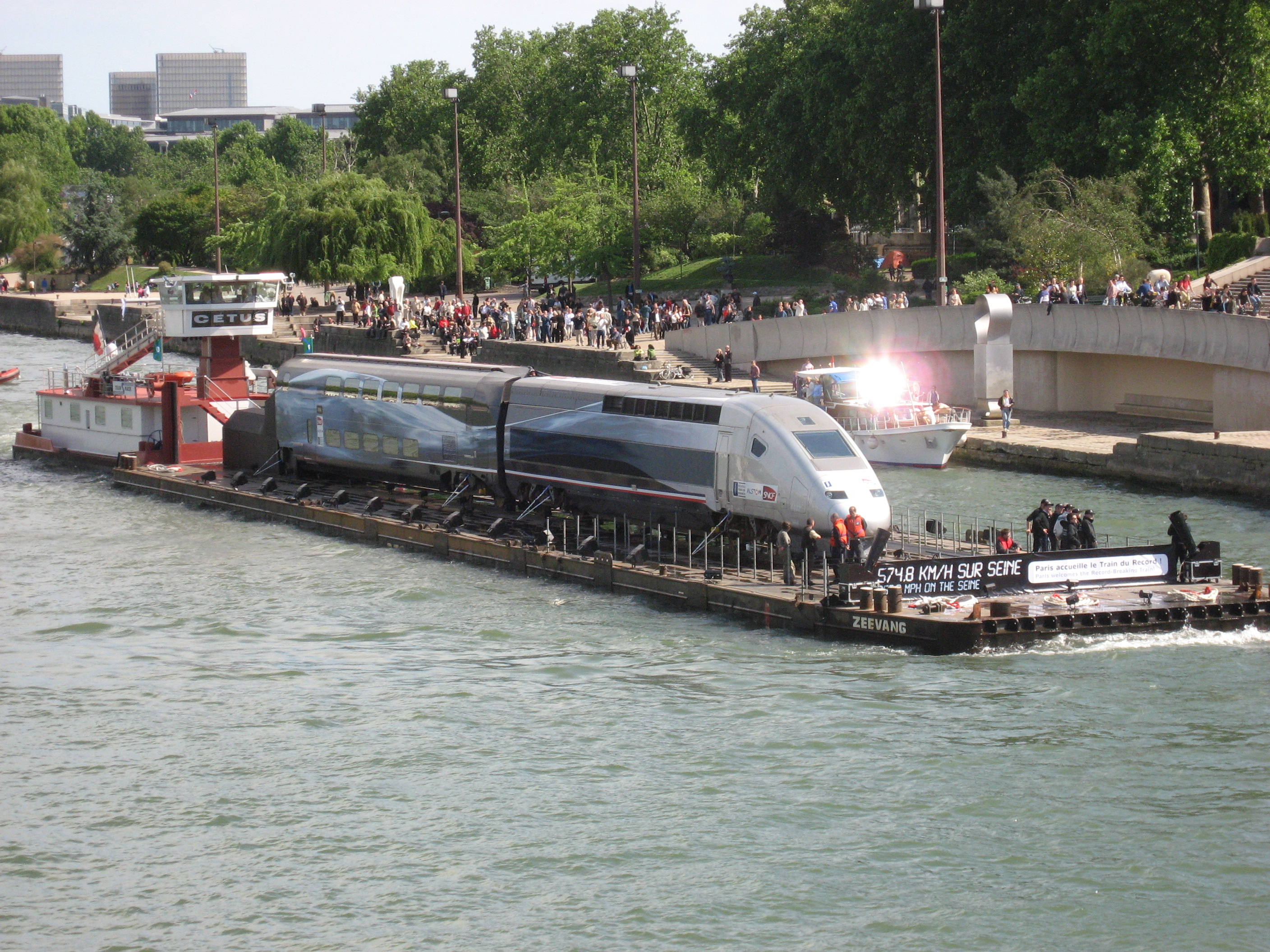
Une motrice et une remorque de la rame 4402 en parade sur la Seine après le record, en mai 2007.
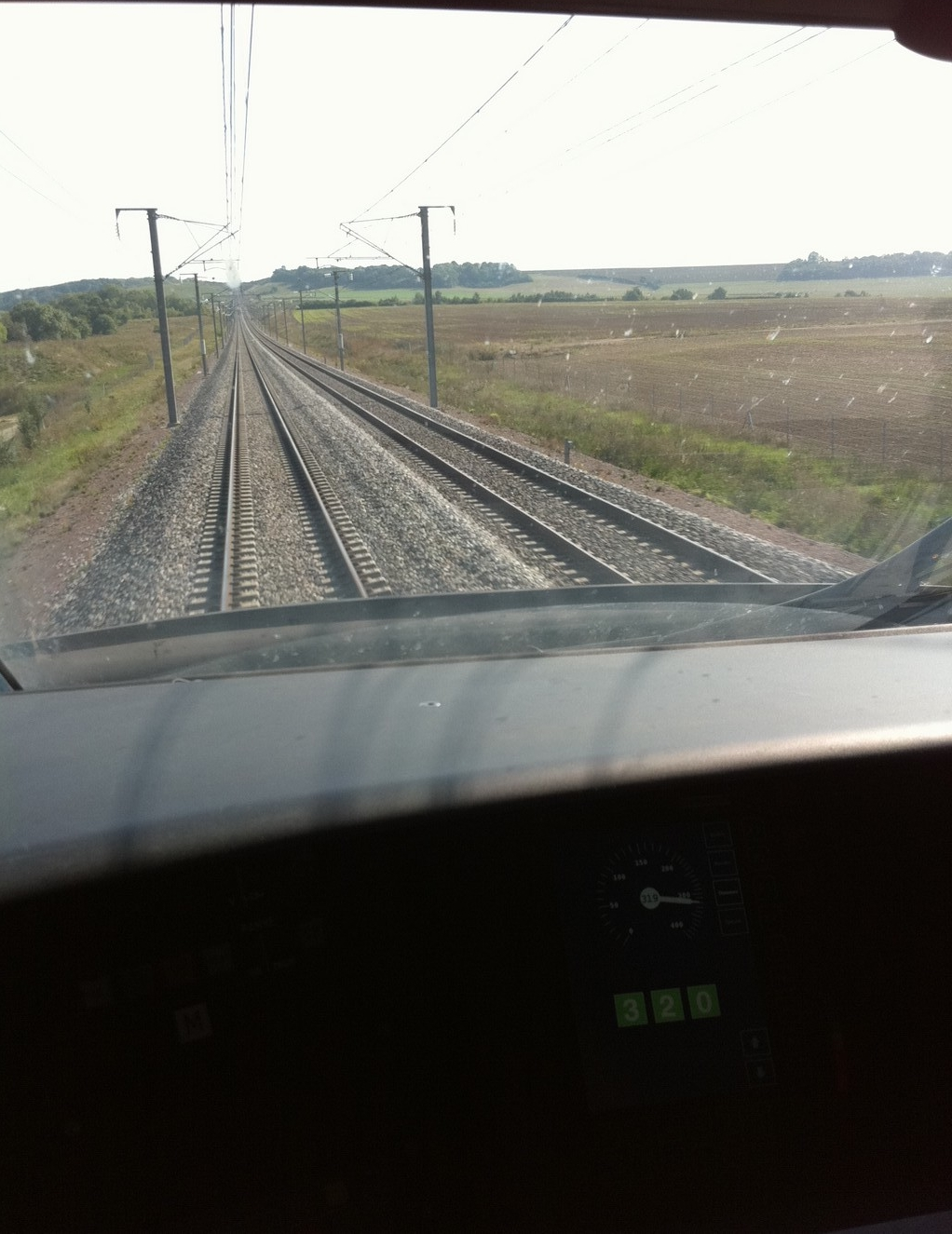
Vue d'une cabine à 320 km/h, en septembre 2010.
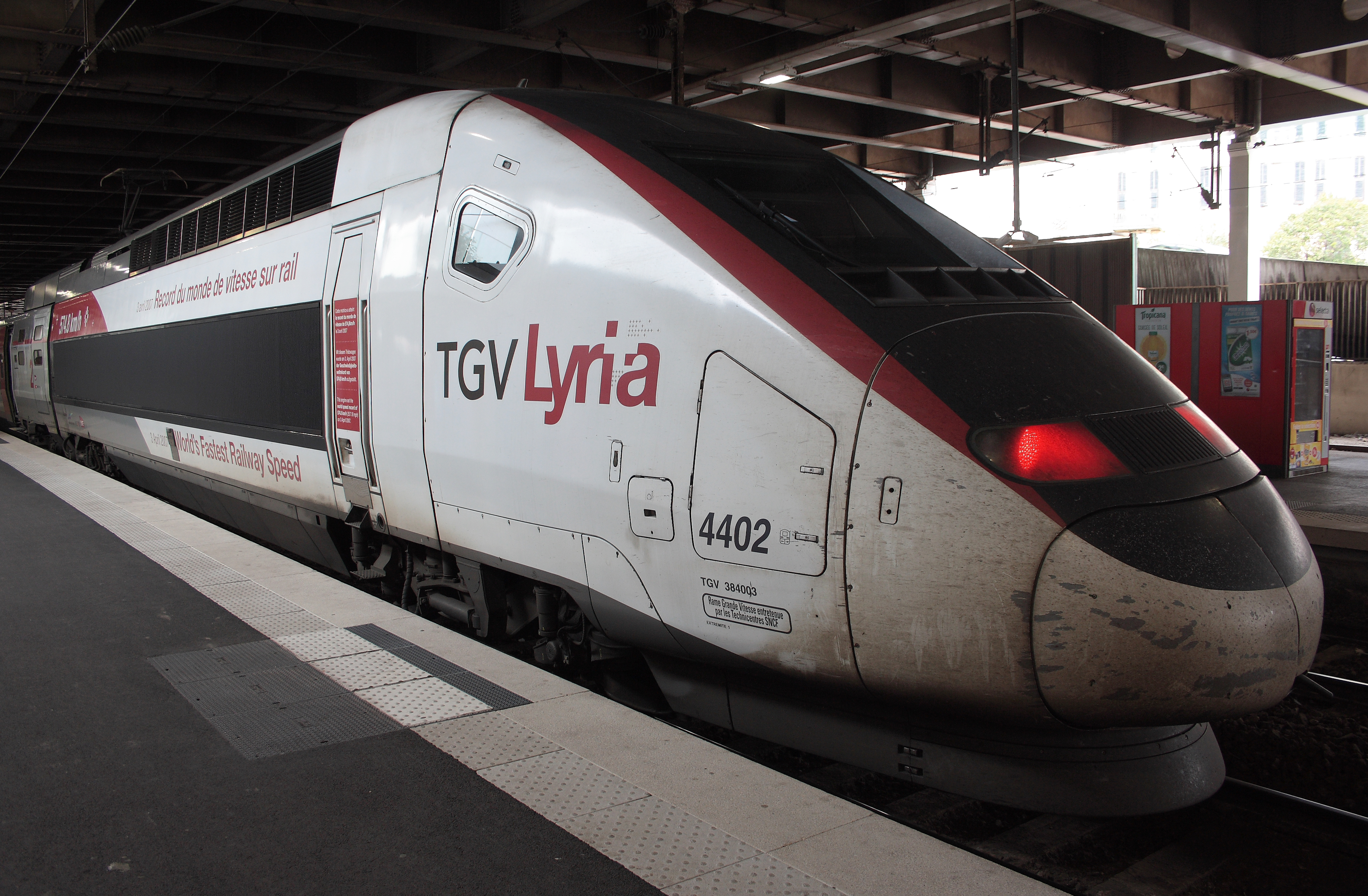
La rame 4402 en livrée Lyria, en gare de Cannes, en mai 2016.

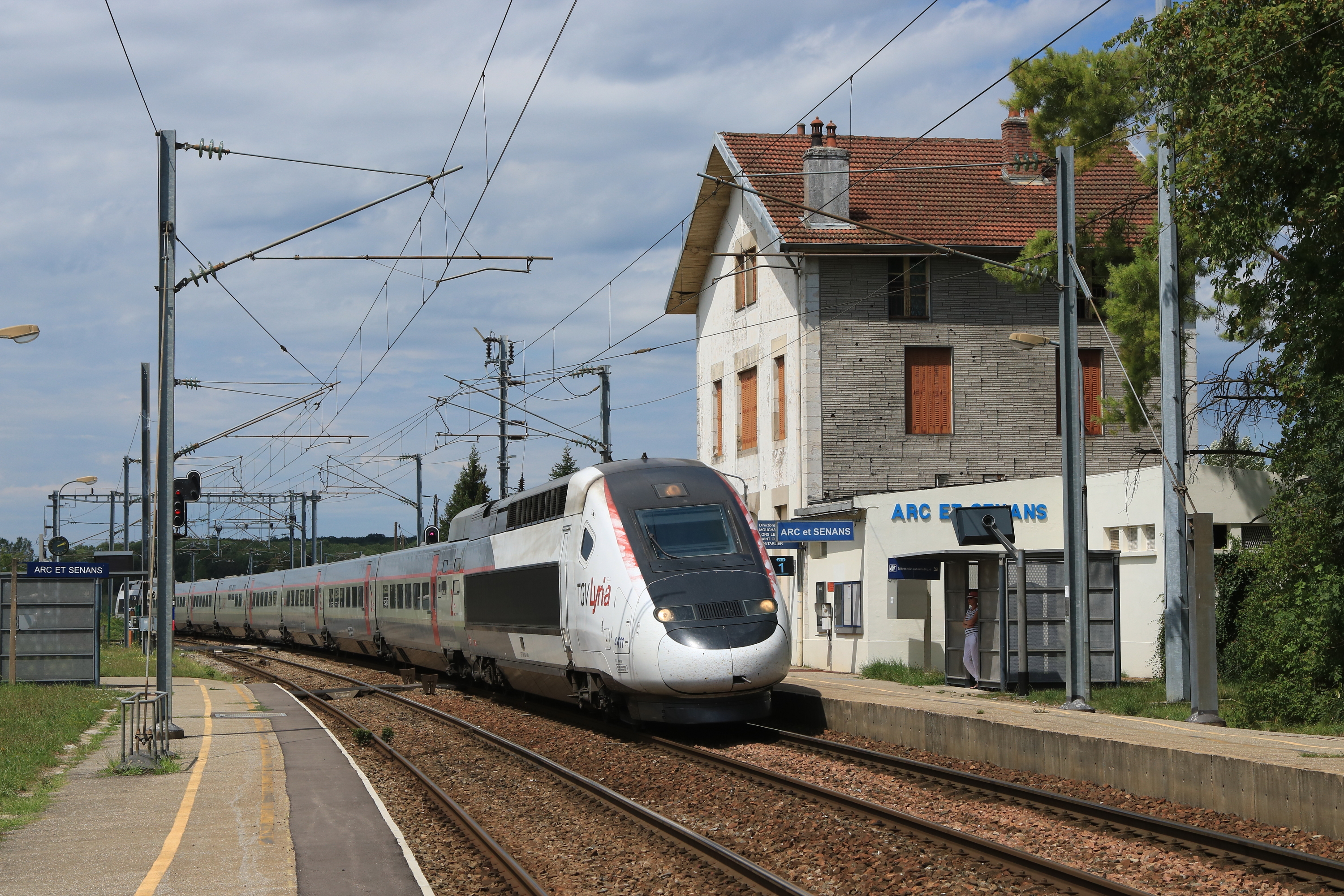
La rame 4411 passant sans arrêt en gare d'Arc-et-Senans, en août 2019.
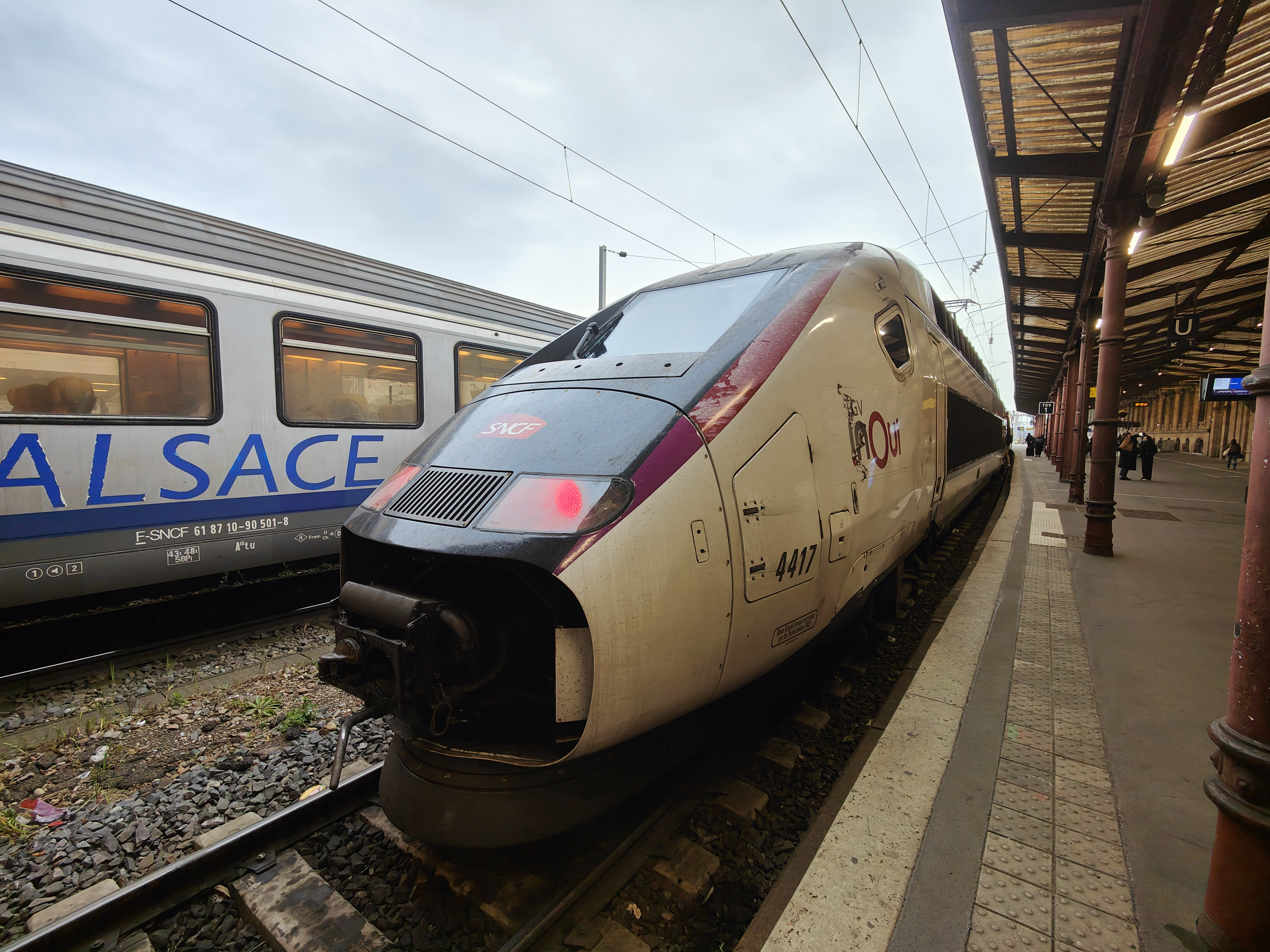
Rame inOui n°4417 en gare de Strasbourg-Ville, attendant une autre rame pour un service vers la gare de Paris-Est, en avril 2023.

## Modélisme
En livrée « Lacroix » :
- la rame a été reproduite en H0, par les firmes Jouef (4405), Mehano (4404) et Märklin (4414 et 4415) ;
- la rame a été reproduite en échelle N, par la firme Kato (4401 et 4404).

En livrée « V150 / Record du monde à 574,8 km/h » (rame 4402), la rame a été reproduite en HO, par les firmes Jouef et Märklin.
En livrée « Lyria », la rame a été reproduite par Märklin (4410), à l'échelle HO.